# Hong Chun-rim
Hong Chun-rim (* 17. Januar 1992) ist ein nordkoreanischer Eishockeyspieler.

## Karriere
Hong Chun-rim vertrat Nordkorea im Juniorenbereich bei den U20-Weltmeisterschaften 2010 und 2011 jeweils in der Division III.
Er debütierte als 20-Jähriger bei der Weltmeisterschaft 2012 in der Division III für die nordkoreanische Nationalmannschaft. Auch 2013 und 2014 stand er für die Ostasiaten in der untersten Spielklasse auf dem Eis. Bei allen drei Turnieren belegten Nordkoreaner Platz zwei (2012 hinter der Türkei, 2013 hinter Südafrika und 2014 hinter Bulgarien) und verpassten so den Aufstieg in die Division II. 2015 nahm Hong mit den Nordkoreanern beim Turnier in Izmir einen erneuten Anlauf Richtung Aufstieg. Diesmal gelang als Turniersieger der Sprung in die Division II, zu dem Hong als nicht nur als Torschützenkönig des Turniers und zweitbester Scorer hinter dem Türken Alec Koçoğlu beitrug. Er erzielte auch den Treffer zum 4:3 in der Verlängerung im entscheidenden Spiel gegen die gastgebenden Türken. In den Jahren 2016, 2017, 2018 und 2019 spielte er dann in der Division II.
Durch die COVID-19-Pandemie und mehrere Nichtteilnahmen des nordkoreanischen Verbands trat Hong erst wieder bei der Weltmeisterschaft der Division III, Gruppe B 2024 mit der Nationalmannschaft bei einer Weltmeisterschaft an. Im Rahmen des Wettbewerbs sammelte der Stürmer die meisten Scorerpunkte und erzielte zudem die meisten Tore. Ebenso wurde er als bester Spieler auf seiner Position ausgezeichnet.
Auf Vereinsebene spielt Hong für Taesongsan in der nordkoreanischen Eishockeyliga.

## Erfolge und Auszeichnungen
| - 2015 Aufstieg in die Division II, Gruppe B, bei der Weltmeisterschaft der Division III - 2015 Bester Torschütze der Weltmeisterschaft der Division III - 2024 Bester Stürmer der Weltmeisterschaft der Division III, Gruppe B | - 2024 Topscorer der Weltmeisterschaft der Division III, Gruppe B - 2024 Bester Torschütze der Weltmeisterschaft der Division III, Gruppe B |